# Adalbert Bezzenberger
Adalbert Bezzenberger (né le 14 avril 1851 à Cassel et mort le 31 octobre 1922 à Königsberg) est un chercheur en langue allemande et en préhistoire à Göttingen et Königsberg. Il est considéré comme le fondateur de la philologie balte.

## Biographie
Adalbert Bezzenberger est le fils de l'érudit Heinrich Ernst Bezzenberger (de) et de son épouse Amalie Wiederhold (1819-1897). De 1859 à 1869, il étudie au lycée Frédéric de Cassel (de). Pendant ses études à l'université de Göttingen, Theodor Benfey l'oriente des études allemandes et de l'histoire vers la linguistique comparée, dans laquelle Bezzenberger obtient son doctorat en 1872. En 1873, il entre à l'Université de Munich, où Martin Haug (de) suscite son intérêt pour les langues indo-européennes. Au cours de ses études, il devient membre de la fraternité Germania Göttingen dans le Schwarzburgbund (de) au semestre d'hiver 1869/70. En 1874, il termine son habilitation sur un sujet linguistique à Göttingen et est nommé maître de conférences. En 1879, Bezzenberger est nommé professeur ordinaire de sanskrit à l'Université de Königsberg. Il y fonde la philologie des langues baltes. Avec l'archéologie des pays baltes, il ouvre un troisième champ de travail.

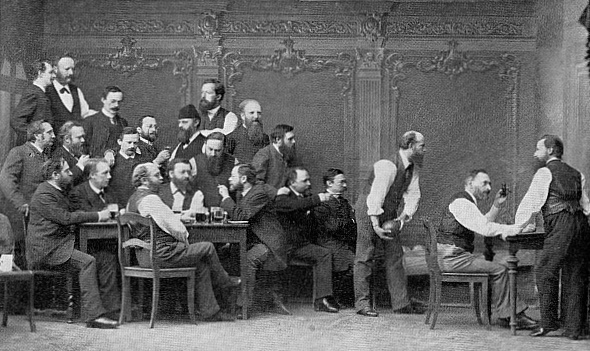
Bezzenberger à la soirée de jeu de l'

Bezzenberger est considéré comme la personnalité la plus forte parmi les professeurs de Königsberg. En 1890/91, il est vice-recteur exécutif et, après l'abdication des Hohenzollern en 1919/20 et 1920/21, premier recteur de l'Université Albertus. Bezzenberger ne compte pas sur le soutien du gouvernement prussien, mais recourt également à l'auto-assistance. Il fonde l'Association universitaire, dont les membres, outre les associations professionnelles, comprennent également de nombreux agriculteurs, commerçants et indépendants. Le conseiller régional Reinhart Bezzenberger (de) est un fils.

## Honneurs
- Élection à l'Académie des sciences de Göttingen (1884)[4]
- Membre correspondant de l'Académie des sciences de Russie (1894)[5]
- Bezzenberger-Straße à Königsberg, de l'Auguste-Viktoria-Allee à la rue Tragheimsdorf
- Prix de parrainage de la Fondation Bopp (de) (1879)
- Ordre de l'Aigle rouge de 4e classe
- Ordre de la Couronne royale de 3e classe
- Ordre russe de Sainte Anne de 2e classe

## Publications
- Beiträge zu Geschichte der Litauischen Sprache. auf Grund litauischer Texte des 16. und 17. Jahrhunderts. Peppmüller Verlag, Göttingen 1877.
- Ein litauisches Mandat vom Jahre 1589. Dans: Altpreußische Monatsschrift, Volume 15, Königsberg in Pr. 1878, p. 119–123 (Digitalisat).
- Altpreussisches. Dans: Altpreußische Monatsschrift, Volume 15, Königsberg in Pr. 1878, p. 124–129 (Digitalisat).
- Altpreussisches. II. (Zur kritik der altpreussischen texte. 1 – Enchiridion 20, 81. – Einige altpreussische wörter.)  Dans: Altpreußische Monatsschrift, Volume 15, Königsberg in Pr. 1878, p. 269–281 (Digitalisat).
- Ueber das litauische wort brólis. Dans: Altpreußische Monatsschrift, Volume 15, Königsberg in Pr. 1878, p. 282–288 (Digitalisat).
- Litauische Forschungen. Beiträge zur Kenntniss der Sprache und des Volkstumes der Litauer. Peppmüller Verlag, Göttingen 1882.
- Lettische Dialektstudien. Vandenhoeck & Ruprecht, Göttingen 1885.
- Über der Sprache der Preußischen Letten. Vandenhoeck & Ruprecht, Göttingen 1888.
- Sitzungsbericht der Altertumsgeschichte Prussia. 1892.
- Die Kurische Nehrung und ihre Bewohner. Engelhorn, Stuttgart 1889 (= Forschungen zur deutschen Landes- und Volkskunde, Volume 3, Heft 4, p. 161–300) (Digitalisat)
- Die Osteuropäischen Literaturen und die slawischen Sprachen. B. G. Teubner Verlag, Berlin et Leipzig 1908.

éditeur
- Analysen vorgeschichtlicher Bronzen Ostpreussens. An ihrem 60jährigern Stiftungstage dem Andenken ihres ehemaligen Vorsitzenden Georg Bujak gewidmet von der Altertumsgesellschaft Prussia. Gräfe & Unzer, Königsberg 1904.
- Beiträge zu Kunde der Indogermanischen Sprachen. 1877–1906.
- Litauische und lettische Drucke des 16. Jahrhunderts. Peppmüller Verlag, Göttingen 1874/84 (6 Vol.).
- Zum Andenken an die Mitglieder des Preußischen Landtages und an die Toten der Preußischen Landwehr und des Preußischen National-Kavallerie-Regiments in den Jahren 1813 und 1814. Neubearbeitung. Verlag Rautenberg, Königsberg 1900.
- Die Berichte und Briefe des Rats und Gesandten Herzog Albrechts von Preussen, Ahasverus v. Brandt, nebst den an ihn ergangenen Schreiben in dem (Königlichen) Staatsarchiv zu Königsberg. Hrsg. von Adalbert Bezzenberger. 4 Hefte. Königsberg: Gräfe & Unzer, 1904–1921. Heft 5. Bearb. von Erhard Sprengel (Veröffentlichungen der Historischen Kommission für ost- und westpreußische Landesforschung, 4). Hameln: Thiele 1953.